# Club de Fútbol Barcelona 1971-1972
Questa voce raccoglie le informazioni riguardanti il Futbol Club Barcelona nelle competizioni ufficiali della stagione 1971-1972.

## Rosa
| N. |                   | Ruolo | Calciatore              |
| -- | ----------------- | ----- | ----------------------- |
|    | Spagna (bandiera) | P     | Miguel Reina            |
|    | Spagna (bandiera) | P     | Salvador Sadurní        |
|    | Spagna (bandiera) | D     | Antoni Torres           |
|    | Spagna (bandiera) | D     | Gallego                 |
|    | Spagna (bandiera) | D     | Joaquim Rifé            |
|    | Spagna (bandiera) | D     | Quique Costas           |
|    | Spagna (bandiera) | D     | Eladio                  |
|    | Spagna (bandiera) | D     | Bartolomé Paredes Feliu |
|    | Spagna (bandiera) | C     | Juan Manuel Asensi      |
|    | Spagna (bandiera) | C     | Juan Carlos Pérez López |
|    | Spagna (bandiera) | C     | Pedro María Zabalza     |

| N. |                   | Ruolo | Calciatore                   |
| -- | ----------------- | ----- | ---------------------------- |
|    | Spagna (bandiera) | C     | Marcial                      |
|    | Spagna (bandiera) | C     | Narcís Martí Filosia         |
|    | Spagna (bandiera) | C     | Josep Fusté                  |
|    | Spagna (bandiera) | A     | Josep Maria Pérez Boixaderas |
|    | Spagna (bandiera) | A     | Carles Rexach                |
|    | Spagna (bandiera) | A     | Teófilo Dueñas               |
|    | Spagna (bandiera) | A     | Ramón Alfonseda              |
|    | Spagna (bandiera) | A     | Juanito Díaz                 |
|    | Spagna (bandiera) | A     | Miguel Ángel Bustillo        |
|    | Spagna (bandiera) | A     | Lluís Pujol                  |

### Staff tecnico
- Allenatore:  Rinus Michels